# A Tribute to Miles
Albums de Herbie Hancock
Perfect Machine
(1988) Cantaloupe Island
(1994)
A Tribute to Miles. A Celebration of the Life & Music of Miles Davis est un album jazz de Herbie Hancock, Wayne Shorter, Tony Williams, Ron Carter et Wallace Roney sorti en 1994.

## Historique
C'est un disque hommage à Miles Davis mort en septembre 1991. La formation éphémère prit naissance en 1992 pour une tournée mondiale en sa mémoire.
Tony Williams a écrit Elegy comme une élégie pour témoigner sa reconnaissance envers Miles. Les autres titres sont des reprises d'albums de Miles Davis (On trouve les originaux 1 et 7 sur l'album Kind of Blue; 2, 3 et 6 sur ESP ; 4 sur Nefertiti). Deux titres sont des enregistrements en public de la tournée de 1992.
De 1960 à 1968, Hancock, Shorter, Carter et Williams faisaient partie du second grand quintet de Miles Davis, et ont participé, entre autres, aux albums E.S.P. et Nefertiti. En 1976 ils avaient fondé le quintet V.S.O.P. : Very Special One Time Only Performance.
Roney était le trompettiste des Jazz Messengers d'Art Blakey au début des années 1980 puis du quintet de Tony Williams. En 1991, il a joué avec Miles Davis au Festival de Jazz de Montreux.

## Réception
L'album est récompensé d'un Grammy Award en 1995 dans la catégorie Best Jazz Instrumental Performance. Toutefois l'accueil parmi les critiques est resté mitigé, l'album étant souvent considéré comme trop policé et trop fidèle à Miles.

## Titres
| No | Titre            | Auteur              | Durée |
| -- | ---------------- | ------------------- | ----- |
| 1. | So What (Live)   | M. Davis            | 10:06 |
| 2. | RJ               | R. Carter           | 4:05  |
| 3. | Little One       | H. Hancock          | 7:16  |
| 4. | Pinocchio        | W.Shorter           | 5:41  |
| 5. | Elegy            | T. Williams         | 8:43  |
| 6. | Eighty One       | R. Carter/ M. Davis | 7:29  |
| 7. | All Blues (Live) | M. Davis            | 15:17 |

## Musiciens
- Herbie Hancock - piano, Calliope
- Wayne Shorter - saxophones ténor et soprano
- Wallace Roney - trompette
- Ron Carter - contrebasse
- Tony Williams - batterie